# Mimoseae
Mimoseae je tribus mahunarki u potporodici Caesalpinioideae. Postoji 36 rodova

## Rodovi
1. Tribus Mimoseae Bronn
  1. Subtribus Dinizia group
    1. Dinizia Ducke (2 spp.)

  2. Subtribus Aubrevillea group
    1. Aubrevillea Pellegr. (2 spp.)

  3. Subtribus Fillaeopsis group
    1. Fillaeopsis Harms (1 sp.)

  4. Subtribus Newtonia group
    1. Cylicodiscus Harms (1 sp.)
    2. Indopiptadenia Brenan (1 sp.)
    3. Lemurodendron Villiers & Guinet (1 sp.)
    4. Newtonia Baill. (15 spp.)
    5. Piptadeniastrum Brenan (1 sp.)

  5. Subtribus Adenanthera group
    1. Adenanthera L. (12 spp.)
    2. Tetrapleura Benth. (2 spp.)
    3. Amblygonocarpus Harms (1 sp.)
    4. Pseudoprosopis Harms (7 spp.)

  6. Subtribus Entada group
    1. Elephantorrhiza Benth. (9 spp.)

  7. Subtribus Plathymenia group
    1. Plathymenia Benth. (1 sp.)

  8. Subtribus Prosopis group
    1. Prosopis L. (54 spp.)
    2. Xerocladia Harv. (1 sp.)
    3. Prosopidastrum Burkart (7 spp.)
    4. Piptadeniopsis Burkart (1 sp.)

  9. Subtribus Piptadenia group
    1. Mimosa L. (623 spp.)
    2. Piptadenia Benth. (24 spp.)
    3. Lachesiodendron P. G. Ribeiro, L. P. Queiroz & Luckow (1 sp.)
    4. Pityrocarpa Britton & Rose (10 spp.)
    5. Stryphnodendron Mart. (38 spp.)
    6. Microlobius C. Presl (1 sp.)
    7. Parapiptadenia Brenan (6 spp.)
    8. Pseudopiptadenia Rauschert (11 spp.)

  10. Subtribus Leucaena group
    1. Leucaena Benth. (23 spp.)
    2. Kanaloa Lorence & K. R. Wood (1 sp.)
    3. Schleinitzia Warb. (4 spp.)

  11. Subtribus Dichrostachys group
    1. Dichrostachys (DC.) Wight & Arn. (17 spp.)
    2. Alantsilodendron Villiers (9 spp.)
    3. Gagnebina Neck. (4 spp.)
    4. Calliandropsis H. M. Hern. & P. Guinet (1 sp.)
    5. Desmanthus Willd. (24 spp.)
    6. Neptunia Lour. (12 spp.)